# Kalkofes Mattscheibe
Kalkofes Mattscheibe (2012–2021 Kalkofes Mattscheibe Rekalked) ist eine deutsche satirische Fernsehsendung von und mit Oliver Kalkofe, in der er das deutsche Fernsehen kritisiert. Sie besteht aus mehreren, zum Teil mit Überleitungen versehenen Clips, in denen sich Kalkofe nach einem kurzen Ausschnitt aus der Sendung mit Hilfe der Bluescreen-Technik selbst in diese hineinmontiert und sie dann polemisch kommentiert oder parodiert bzw. persifliert. Eine von hohem Aufwand zeugende Besonderheit dabei ist, dass Kalkofe in vielen Parodien die gleiche Kleidung und Frisur sowie ggf. Bärte, Brillen oder Accessoires, Schmuck etc. wie die Parodierten aus den zuvor gezeigten Clips trägt.

## Geschichte
Kalkofes Mattscheibe war ursprünglich ein Radioformat, das Kalkofe als Mitglied des Frühstyxradios entwickelte. Die zumeist drei- bis sechsminütigen Clips liefen ab 1991 montags morgens auf Radio ffn und wurden später auch von Radio Fritz übernommen. Bis 1998 wurden 191 Episoden ausgestrahlt. Kalkofe setzte sich in der Regel mit einer Sendung aus der Vorwoche (meist vom Wochenende) auseinander, indem er Ausschnitte daraus kommentierte.
Nachdem eine Folge nach der neuen Höchstlänge für Wortbeiträge von 90 Sekunden abgebrochen wurde, gab Kalkofe die Sendung auf. Im selben Jahr, 1998, erschien die gleichnamige CD, auf der nicht nur die abgebrochene Folge zu finden ist, sondern auch eine Auswahl älterer, teilweise neu bearbeiteter Folgen sowie je eine Ausgabe von ABC-TV und Kalkofes Letzte Worte sowie ein Interview mit Achim Mentzel.
Ab April 1994 war die Sendung auch im Fernsehen präsent. Premiere strahlte sie am Sonntagabend um 20 Uhr unverschlüsselt aus. In der ersten Staffel waren die Folgen etwa acht Minuten lang, ab der zweiten Staffel etwa 15 Minuten. In vier Staffeln entstanden bis 1998 131 Folgen. Hinzu kamen zahlreiche Spezialsendungen, die zwar aus bereits ausgestrahlten Clips bestanden, aber eine Rahmenhandlung (wie z. B. Achim seine Mattscheibe und Die Olli Kalk und Brink Show) bzw. Moderationen erhielten (wie das mit Achim Mentzel zusammen moderierte Mattscheibe Wunschfestival). Für die Sendung auf Premiere erhielt Kalkofe 1996 den Adolf-Grimme-Preis. Die letzte neu produzierte Sendung wurde Ende 1998 ausgestrahlt. 1999 folgten mehrere Ausgaben der Greatest Hits. Mittlerweile sind alle Folgen sowie die erwähnten Spezialsendungen auf DVD erschienen.
Von 1998 bis 2000 drehte Kalkofe drei Einspieler für die ARD Sportgala. Darauf folgten im Mai 2001 drei gut 20-minütige Ausgaben von Kalkofes Mattscheibe zum Thema Sport, die unter dem Titel Kalkofes wunderbare Welt des Sports bei der ARD liefen. Oliver Welke unterstützte Kalkofe bei den Texten mit seinem Fachwissen aus dem Bereich des Sports.
Im Jahr 2003 kehrte Kalkofes Mattscheibe als Produktion der Rat Pack Filmproduktion auf den Bildschirm zurück. ProSieben strahlte im April drei knapp 45-minütige Sendungen aus, die sich mit dem „Supermüll der 70er, 80er und 90er und [dem] Schlimmste[n] von heute“ (Zitat Kalkofe) beschäftigten. Im Oktober folgte ein aus zwei Teilen zu je etwa 30 Minuten bestehendes DDR Spezial, das im Stile der damals populären DDR-Shows gehalten war und bei dem wieder Achim Mentzel mitwirkte.
2004 und 2005 folgten zwei reguläre Staffeln, die sich jeweils aus zehn neu produzierten Sendungen und zwei Best ofs von knapp 25 Minuten zusammensetzten. Ende 2005 lief das einstündige Special Jahresrückblick 2005, das zum größten Teil aus neuem Material bestand. Die vierte ProSieben-Staffel (wieder zehn neue Folgen und zwei Best ofs) wurde von Juni bis August 2008 jeweils dienstags ab 23 Uhr gesendet.
Die Show wurde von Oktober 2012 bis Ende 2016 in jeweils 20-minütigen Folgen freitags unter dem Titel Kalkofes Mattscheibe Rekalked auf Tele 5 ausgestrahlt und weiterhin von Christian Becker mit der RatPack Filmproduktion produziert. Seit 2017 wird die Sendung nicht mehr in regelmäßigen Staffeln produziert, stattdessen gibt es am Ende jeden Jahres einen 90-minütigen Jahresrückblick und diverse unregelmäßige Spezialausgaben. So wurde unter anderem das fünfjährige Jubiläum der Sendung auf Tele 5 im Sommer 2017 unter dem Namen Kalkofes MattSommer gezeigt.
Das 25-jährige Jubiläum der gesamten Sendereihe wurde 2019 am Karfreitag mit über 25 Stunden Sendezeit auf Tele 5 zelebriert. Dabei gratulierten Oliver Kalkofe zahlreiche Prominente und es wurden im Stundentakt Zusammenschnitte gezeigt, nach Genres geordnet.
Im Frühjahr 2017 wurden für die Deutsche Welle drei Clips unter dem Titel Kalkofe’s Media Meltdown im Stil der Mattscheibe auf Englisch und Deutsch produziert. Diese sollten in 130 Ländern ausgestrahlt werden.
Im Januar 2022 gab der Sender Tele 5 bekannt, keine weiteren Folgen von Kalkofes Mattscheibe Rekalked  zu produzieren.

## Besonderheiten
Die Sendung sorgte für Auseinandersetzungen mit einigen Künstlern. Der Klaus-und-Klaus-Gründer Klaus Baumgart reichte Klage ein, als das Duo in der Sendung als „Schielende Klobürste und Freund Speckbulette“ bezeichnet wurde. Dies bescherte Kalkofe eine „Seite-1-Meldung“ in der Bild. Ein Schlichtungsversuch bei Thomas Gottschalk schlug fehl. Das Gericht wies jedoch die Klage in der Vorverhandlung ab. Später stellte sich heraus, dass die Klage ein reiner PR-Gag des Managements von Klaus Baumgart war.
Anders verlief dagegen der Schlagabtausch mit dem MDR-Moderator Achim Mentzel, der der herben Kritik gegen sich humoristisch entgegentrat: Unter anderem stand in der Dekoration seiner Sendung Achims Hitparade (während ein Kind ein Lied über Schule sang) eine Tafel mit dem in Kinderschrift verfassten Text „Kalki ist Doof!“. Dies nötigte Kalkofe einen gewissen Respekt ab, und so entstand eine enge Zusammenarbeit und persönliche Freundschaft, die bis zu Mentzels Tod im Jahr 2016 anhielt. Sie moderierten gemeinsam mehrere Specials von Kalkofes Mattscheibe, zudem trat Mentzel in Kalkofes Filmen Der Wixxer und Neues vom Wixxer auf.

## Episoden
Premiere
- Staffel 1: 45 Folgen
- Staffel 2: 33 Folgen; Silvester Spezial 1995; Der letzte Scheiß; Achim seine Mattscheibe
- Staffel 3: 28 Folgen; Scheiß ’96; 12 Mattscheibe Wunschfestival
- Staffel 4: 25 Folgen; Die Olli Kalk und Brink Show; Kalkofes Weltscheibe
- 12 Greatest Hits Folgen

ProSieben
- Staffel 1: 3 Folgen; 2 DDR Spezial Folgen; 1 Best of
- Staffel 2: 10 Folgen; 2 Best of
- Staffel 3: 10 Folgen; Jahresrückblick 2005; 2 Best of
- Staffel 4: 10 Folgen; 1 Best of

Tele 5
- Staffel 1: 35 Folgen; Fresse 2012; Worst of 1-4
- Staffel 2: 12 Folgen; Fresse 2013; Jubiläum 20 Jahre Mattscheibe; Fresse 2014
- Staffel 3: 22 Folgen; 6 Best of Folgen; Fresse 2015
- Staffel 4: 15 Folgen; Fresse 2016
- Specials:
  - 25 Jahre Mattscheibe (2019)
  - Das Schlimmste bis jetzt (2018, 2020)
  - Der heiße Scheiß
  - Dschungelspezial
  - Fresse 2017–2020
  - Internet Special (2018, 2020)
  - Kalkofes MATTsommer
  - Wahlspezial
  - Das Lockdownfest der Fröhlichkeit

## Veröffentlichungen
- 1998: Kalkofes Mattscheibe (CD)
- 1998: Kalkofes Mattscheibe (Buch)
- 2004: Kalkofes Mattscheibe – Pro7 Vol. 1 (DVD), 21. Juni 2004
- 2005: Kalkofes Mattscheibe – Pro7 Vol. 1 – Deloaded (Single Disc Hartz IV Edition) (DVD), 2. Mai 2005
- 2005: Kalkofes Mattscheibe – Pro7 Vol. 2 (DVD), 2. Mai 2005
- 2006: Kalkofes Mattscheibe – Pro7 Vol. 2 – Deloaded (Single Disc Hartz IV Edition) (DVD), 17. Februar 2006
- 2006: Kalkofes Mattscheibe – Kalkofes wunderbare Welt des Sports (DVD), 2. Juni 2006
- 2006: Kalkofes Mattscheibe – Die Premiere Klassiker – Staffel 1 (DVD), 6. Oktober 2006
- 2006: Kalkofes Mattscheibe – Die Premiere Klassiker – Staffel 2 (DVD), 4. Dezember 2006
- 2007: Kalkofes Mattscheibe – Die Premiere Klassiker – Staffel 3 (DVD), 23. Februar 2007
- 2007: Kalkofes Mattscheibe – Die Premiere Klassiker – Staffel 4 (DVD), 20. August 2007
- 2006: Kalkofes Mattscheibe – Pro7 – Vol. 3 (DVD), 30. April 2007
- 2007: Kalkofes Mattscheibe – Die Premiere Klassiker fietschering Achim Mentzel (DVD), 30. November 2007
- 2007: Kalkofes Mattscheibe – Pro7 Zony Edition Box [20 DVDs] (DVD), 30. November 2007
- 2008: Kalkofes Mattscheibe – Pro7 Vol. 4 (DVD), 1. November 2008
- 2009: Kalkofes Mattscheibe – Pro7 Vol. 3 – Deloaded (Single Disc Hartz IV Edition) (DVD), 3. April 2009
- 2009: Kalkofes Mattscheibe – Pro7 – Vol. 4 – Deloaded (Single Disc Hartz IV Edition) (DVD), 3. April 2009
- 2009: Kalkofes Mattscheibe – Pro7 – Vol. 1–4 – Box (Collector’s Edition) (DVD), 27. November 2009
- 2011: Kalkofes Mattscheibe – Die komplette Pro7 Saga (DVD), 28. Oktober 2011
- 2011: Kalkofes Mattscheibe – Radio Mattscheibe – Vol. 1 (CD), 28. Oktober 2011
- 2012: Kalkofes Mattscheibe – Die Premiere Klassiker – Greatest Hits (DVD), 11. Mai 2012
- 2012: Kalkofes Mattscheibe – Radio-Mattscheibe – Das Vermächtnis (1991–1998) (CD), 12. Oktober 2012
- 2013: Kalkofes Mattscheibe Rekalked – Staffel 1 – Die komplette erste Hälfte (DVD), 17. Mai 2013
- 2013: Kalkofes Mattscheibe Rekalked – Staffel 1 – Die komplette zweite Hälfte (DVD), 4. Oktober 2013
- 2014: Kalkofes Mattscheibe Rekalked: Game of Kalks – Die komplette erste Staffel (DVD), 14. März 2014
- 2014: Kalkofes Mattscheibe – All You Can Kalk (DVD), 11. April 2014
- 2014: Kalkofes Mattscheibe Rekalked: The Walking Kalk – Die komplette zweite Staffel (DVD), 14. November 2014
- 2015: Kalkofes Mattscheibe – Fifty Shades of Pink (SD on Blu-Ray), 12. September 2015
- 2015: Kalkofes Mattscheibe Rekalked: Breaking Kalk – Die komplette dritte Staffel (DVD und SD on Blu-Ray), 11. Dezember 2015
- 2016: Kalkofes Mattscheibe Rekalked: Game of Kalks – Die komplette erste Staffel (SD on Blu-Ray), 8. April 2016
- 2016: Kalkofes Mattscheibe Rekalked: The Walking Kalk – Die komplette zweite Staffel (SD on Blu-Ray), 8. April 2016
- 2016: Kalkofes Mattscheibe – The Complete ProSieben-Saga (SD on Blu-Ray), 29. April 2016
- 2016: Kalkofes Mattscheibe – Die kompletten Premiere-Klassiker (SD on Blu-Ray), 6. Mai 2016
- 2017: Kalkofes Mattscheibe Rekalked: House of Kalks – Die komplette vierte Staffel (DVD und SD on Blu-Ray), 23. Juni 2017
- 2017: Kalkofes Mattscheibe Rekalked – Reboxed! (Staffel 1–4) (DVD und SD on Blu-Ray), 27. November 2017
- 2019: Kalkofes Mattscheibe – Specials 2017 & 2018 (DVD und SD on Blu-ray), 12. April 2019
- 2019: Kalkofes Mattscheibe – 25 Jahre Kalkofes Mattscheibe Fernseher-Edition (DVD), 12. April 2019
- 2022: Kalkofes Mattscheibe – 25 Jahre Kalkofes Mattscheibe (Komplettedition, SD on Blu-ray), 25. November 2022

## Auszeichnungen
- 1991: Goldenes Kabel in Silber für die Radiomattscheibe
- 1996: Adolf-Grimme-Preis für Oliver Kalkofe
- 1997 und 1998: Nominierung für den Goldenen Löwen
- 1998: Deutscher Comedypreis
- 2004: DVD Champion Creative Award für Kalkofes Mattscheibe Vol. 1
- 2005: Nominierung zum Deutschen Comedy-Preis
- 2005: Nominierung zur Goldenen Rose für die dritte ProSieben-Staffel
- 2011: Platin-Schallplatte für Kalkofes Mattscheibe Vol. 1
- 2011: Goldene Schallplatte für Kalkofes Mattscheibe Vol. 2